# Liste der Orte in der kreisfreien Stadt Trier

Wappen von Trier

Die Liste der Orte in der kreisfreien Stadt Trier listet den Hauptort und die amtlichen Gemeindeteile (Ortsbezirke, Wohnplätze und sonstige Gemeindeteile) in der kreisfreien Stadt Trier (Rheinland-Pfalz) auf.

## Liste der Orte
- Petrisberg

- Biewer
  - Altenhof
  - Birkelsmühle (Aacherweg 69)
  - Erlenhof, ehemalige Gemeinde Lorich
  - Felsenmühle (Aacherweg 59)
  - Pulvermühle (Aacherweg 49/51)
  - Schneidersmühle (Aacherweg 79)

- Ehrang
  - Auf der Bausch
  - Auf der Heide
  - Bahnhof Ehrang
  - Bleischmelz
  - Kaiserhammer
  - Quint

- Eitelsbach
  - Duisburgerhof
  - Karthäuserhof

- Euren
  - Herresthal
  - Herresthaler Stahlem
  - Schloss Monaise
  - Waldfrieden
  - Wetterborn

- Feyen
  - Estricherhof
  - Kobenbach
  - Mattheiser Schießstände
  - Römersprudel

- Filsch
  - Filscherhaus

- Heiligkreuz

- Irsch
  - Bodenhof
  - Irscherhof
  - Irschermühle

- Kernscheid
  - Am Hellenberg

- Kürenz
  - Domäne Avelsbach

- Mariahof
  - Brubacherhof

- Oberkirch

- Olewig
  - Kleeburgerhof
  - Tiergarten
  - Trimmelterberg
  - Trimmelterhof

- Pallien
  - Am Gillenbach
  - Auf der Jüngt
  - Forsthaus Drachenhaus
  - Kestenberg
  - Kockelsberg
  - Sievenicherhof
  - Weißhaus

- Pfalzel

- Ruwer
  - Hüsters-Mühle
  - Lambertys-Mühle
  - Wasserwerk Trier

- Tarforst

- Trier-West
  - Balduinshäuschen
  - Busental
  - Markusberg

- Zewen
  - Heidenberg